# Bugula tschukotkensis
Bugula tschukotkensis är en mossdjursart som beskrevs av Arnold Girard Kluge 1952. Bugula tschukotkensis ingår i släktet Bugula och familjen Bugulidae. Inga underarter finns listade i Catalogue of Life.